# Ribeirão Laranja Doce
Ribeirão Laranja Doce är ett vattendrag i Brasilien.   Det ligger i delstaten São Paulo, i den södra delen av landet, 800 km söder om huvudstaden Brasília. Ribeirão Laranja Doce ligger vid sjön Reservatório Capivara.
Trakten runt Ribeirão Laranja Doce består till största delen av jordbruksmark. Runt Ribeirão Laranja Doce är det glesbefolkat, med 9 invånare per kvadratkilometer.